# Fransk-tyske grænse
Den moderne grænse mellem Frankrig og Tyskland blev fastlagt i Versaillestraktaten af 1918, da Weimarrepublikken blev tvunget til at afgive Alsace-Lorraine til den tredje franske republik. Den blev genetableret efter Nazitysklands nederlag i 2. verdenskrig.
Grænsen har en samlet længde på omkring 450 km. Den følger Øvre Rhinen fra det trepunkt, hvor de tre landegrænser for hhv. Frankrig-Schweiz og Tyskland-Schweiz mødes ved byen Basel. Herefter følger den floden mod nord, hvor den passerer mellem Strasbourg, Frankrig, og Offenburg, Tyskland.
Opstrøms Karlsruhe forlader grænsen Rhinen, hvor den går mod vest. Den passerer her Saarbrücken, Petite-Rosselle, Freyming-Merlebach og Creutzwald (hvor den følger floden Bist på en kort strækning), Überherrn og møder E29 før den ender i trepunktet for Frankrig, Luxembourg og Tyskland i floden Moselle, tæt på landsbyen Schengen, der blev valgt som et symbolsk sted at underskrive Schengen-traktaten mellem Frankrig, Tyskland og Benelux-landede i 1985.
49°28′10″N 6°22′02″Ø / 49.4694°N 6.36722°Ø